# Ungleichung von Opial
Die Ungleichung von Opial ist eine Ungleichung der Analysis, die auf eine Arbeit des polnischen Mathematikers Zdzisław Opial (1930–1974) aus dem Jahre 1960 zurückgeht. Darin gibt Opial eine Integralungleichung zur  Abschätzung von Integralen gewisser stetig differenzierbarer reeller Funktionen. Opials Publikation gab in der Folge Anlass zu mehreren weitergehenden Untersuchungen.

## Die Ungleichung
Opials  Ungleichung lässt sich folgendermaßen angeben:
Gegeben seien eine reelle Zahl {\displaystyle a>0} und dazu das abgeschlossene Intervall {\displaystyle I=[0,a]} und hier eine stetig differenzierbare Funktion
{\displaystyle f\colon I\to \mathbb {R} },
welche den Bedingungen
{\displaystyle f(0)=f(a)=0} und {\displaystyle f(x)>0} für {\displaystyle 0<x<a}
genüge.
Dann gilt die Ungleichung
 (O)  {\displaystyle \int _{0}^{a}{|f(x)\cdot f'(x)|}\,dx\leq {\frac {a}{4}}\cdot \int _{0}^{a}{(f'(x))^{2}}\,dx} .

Der Faktor {\displaystyle {\frac {a}{4}}} ist dabei unter den gegebenen Bedingungen der bestmögliche.

## Abschwächung der Voraussetzungen
Wie Czesław Olech (1931–2015) im Jahre 1960 in demselben Band 8 des Journals Annales Polonici Mathematici zeigen konnte – und dies sogar mit einem vereinfachten Argument unter Anwendung der schwarzschen Ungleichung –, lässt sich die opialsche Ungleichung auch unter schwächeren Voraussetzungen herleiten, wobei nicht zuletzt die  Bedingung {\displaystyle f(x)>0\,\,(0<x<a)} eingespart werden kann. Olech zeigte nämlich den folgenden Satz:

Für jede reelle Zahl {\displaystyle a>0} und jede auf dem zugehörigen Intervall {\displaystyle I=[0,a]} gegebene absolutstetige Funktion {\displaystyle f\colon I\to \mathbb {R} } mit {\displaystyle f(0)=f(a)=0} gilt die Ungleichung (O) ebenfalls.
Das Gleichheitszeichen gilt dabei genau dann, wenn es eine reelle Zahl {\displaystyle c} gibt derart, dass
{\displaystyle f(x)={\begin{cases}c\cdot x,&\;{\text{falls}}\quad 0\leq x\leq {\frac {a}{2}},\\c\cdot (a-x),&\;{\text{falls}}\quad {\frac {a}{2}}\leq x\leq a.\\\end{cases}}}

## Erläuterungen
1. ↑  Hierbei ist {\displaystyle |\cdot |} die Betragsfunktion.
2. ↑  Absolutstetige reelle Funktionen sind fast überall differenzierbare Funktionen im Sinne des Lebesgue-Maßes .